# Нидерландия във Втората световна война
Нидерландия участва във Втората световна война на страната на Съюзниците от 10 май 1940 година до края на войната.
В първите месеци на войната Нидерландия запазва неутралитет, но през май 1940 година е нападната от Германия, която в рамките на няколко дни завзема цялата територия на страната. Кралското семейство се евакуира в Лондон, заедно с правителството на Дърк Ян де Гер, което продължава да действа в изгнание. В страната се организира Съпротивително движение, която постепенно се засилва с влошаването на стопанското положение, достигнало върха си с Гладната зима в края на войната. Около 70% от евреите загиват в Холокост. Южната част от страната е завзета от Съюзниците през есента на 1944 година, но боевете в северните и западните райони продължават до пролетта на 1945 година.